# اهدن
اهدن (به عربی: إهدن) یک منطقهٔ مسکونی در لبنان است که در شهرستان زغرتا واقع شده‌است.
 اهدن  ~۲۵٬۰۰۰ نفر جمعیت دارد و ۱٬۴۲۸ متر بالاتر از سطح دریا واقع شده‌است.